# Commute
Commute es una película estadounidense del género comedia de 2009, dirigida por Dave Cohen y Marc Wasserman, escrita por este último, en la fotografía estuvo Ford Austin y el elenco está compuesto por Jennifer Arcuri, Ford Austin y Tom Sizemore, entre otros. Este largometraje fue producido por Res Ipsa Productions (II) y se estrenó el 2 de febrero de 2009.

## Sinopsis
Un hombre viaja al trabajo, desde el Condado de Orange hasta el centro de Los Ángeles. Durante el recorrido, recibe llamadas desde su oficina, atiende a los clientes, y afronta las complicaciones de tránsito más feas de la costa oeste.